# Pihlajalinna
Pihlajalinna Oyj est une entreprise finlandaise fournissant des services sociaux et de santé privés.

## Présentation
La société assure des services médicaux généraux et spécialisés, des services d'urgence, des soins dentaires, des soins de santé au travail ou dans les centres d'accueil de migrants.
Pihlajalinna gère aussi des services de logement pour les personnes âgées.
En 2019, Pihlajalinna gérait 140 centres d'accueil et 60 centre de santé externalisés.

## Actionnaires
Fin 2017, Pihlajalinna comptait 12 489 actionnaires et environ 89% des actions appartenaient à des porteurs finlandais.
Au 29 février 2020, les 10 plus grands actionnaires de Componenta étaient:
| #  | Actionnaire                             | Actions   | %       |
| -- | --------------------------------------- | --------- | ------- |
| 1  | Lähitapiola Keskinäinen Vakuutusyhtiö   | 3 481 641 | 15,39 % |
| 2  | Mww Yhtiö Oy                            | 2 309 010 | 10,21 % |
| 3  | Keskinäinen Vakuutusyhtiö Fennia        | 1 998 965 | 8,84 %  |
| 4  | Tapiola Keskinäinen Henkivakuutusyhtiö  | 1 891 385 | 8,36 %  |
| 5  | Elo                                     | 1 267 161 | 5,60 %  |
| 6  | Niemistö Leena Katriina                 | 703 475   | 3,11 %  |
| 7  | Imarinen                                | 490 000   | 2,17 %  |
| 8  | Fondita Nordic Micro Cap Placeringsfond | 470 000   | 2,08 %  |
| 9  | Henki-Fennia                            | 267 099   | 1,18 %  |
| 10 | Fondita 2000+ Sijoitusrahasto           | 213 586   | 0,94 %  |

En novembre 2019, Mehiläinen (fi) a annoncé son acquisition de Pihlajalinna.